# Jānis Bērziņš (Biathlet)
Jānis Bērziņš (* 9. Januar 1982 in Cēsis) ist ein lettischer Biathlet.
Jānis Bērziņš ist gelernter Grenzpolizist. Biathlon betreibt er seit 1992, seit 2003 als Mitglied des lettischen Nationalkaders. Er wurde von Vitālijs Urbanovičs trainiert und startet für Sport Club Cēsis. Er ist zugleich Präsident des lettischen Biathlonverbandes.
2000 debütierte Bērziņš in Zakopane bei den Junioreneuropameisterschaften ohne nennenswerte Erfolge zu erreichen. Ebenso bei den kurz darauf stattfindenden Juniorenweltmeisterschaften in Hochfilzen. Zum Beginn der Saison 2000/01 debütierte er im Biathlon-Weltcup. In Hochfilzen wurde er 109. im Sprint. Erste nennenswerte Erfolge stellten sich 2002 in Kontiolahti bei den Junioreneuropameisterschaften ein. Im Einzel und mit der Staffel gewann er Bronzemedaillen. Sein Start bei den Olympischen Spielen in Salt Lake City verlief ohne Erfolge. Mehrfach trat Bērziņš auch im Europacup an. In Gurnigel wurde er 2003 nach einem dritten Platz im Sprint Sieger der Verfolgung.
2004 startete Bērziņš erstmals, doch ohne größere Erfolge, bei den Biathlon-Weltmeisterschaften, die in dem Jahr in Oberhof stattfanden. In der Folgesaison gewann er in einem Einzel in Turin beim vorolympischen Testweltcup als 26. zum ersten Mal Weltcuppunkte. Weitere Punkte gewann er bei den Biathlon-Weltmeisterschaften 2005 in Hochfilzen, als er 26. im Sprint wurde. Bērziņš Start bei den Olympischen Spielen 2006 in Turin brachte erneut keine nennenswerten Ergebnisse, obwohl er in allen Rennen außer dem Massenstart eingesetzt wurde. Die Saison 2006/07 brachte mit einem 24. Platz im Einzel von Antholz Bērziņš bislang beste Weltcupplatzierung in einem Einzelrennen.

## Biathlon-Weltcup-Platzierungen
Die Tabelle zeigt alle Platzierungen (je nach Austragungsjahr einschließlich Olympische Spiele und Weltmeisterschaften).
- 1.–3. Platz: Anzahl der Podiumsplatzierungen
- Top 10: Anzahl der Platzierungen unter den ersten zehn (einschließlich Podium)
- Punkteränge: Anzahl der Platzierungen innerhalb der Punkteränge (einschließlich Podium und Top 10)
- Starts: Anzahl gelaufener Rennen in der jeweiligen Disziplin
- Staffel: inklusive Mixed- und Single-Mixed-Staffeln

| Platzierung                      | Einzel | Sprint | Verfolgung | Massenstart | Staffel | Gesamt |
| -------------------------------- | ------ | ------ | ---------- | ----------- | ------- | ------ |
| 1. Platz                         |        |        |            |             |         |        |
| 2. Platz                         |        |        |            |             |         |        |
| 3. Platz                         |        |        |            |             |         |        |
| Top 10                           |        |        |            |             | 2       | 2      |
| Punkteränge                      | 3      | 2      | 1          |             | 24      | 30     |
| Starts                           | 16     | 40     | 5          |             | 24      | 85     |
| Stand: nach der Saison 2010/2011 |        |        |            |             |         |        |

## Weblink
- Jānis Bērziņš in der Datenbank der IBU (englisch)

## Belege
1. ↑  Latvijas biatlona federācija (Memento vom 18. Juli 2012 im Internet Archive)

| Personendaten    | Personendaten                  |
| ---------------- | ------------------------------ |
| NAME             | Bērziņš, Jānis                 |
| ALTERNATIVNAMEN  | Berzins, Janis; Bërzinš, Jänis |
| KURZBESCHREIBUNG | lettischer Biathlet            |
| GEBURTSDATUM     | 9. Januar 1982                 |
| GEBURTSORT       | Cēsis                          |